# 天主教尤里馬瓜斯宗座代牧區
天主教尤里馬瓜斯宗座代牧區（拉丁語：Vicariatus Apostolicus Yurimaguaënsis）是秘魯一個羅馬天主教宗座代牧區，直屬聖座。
多洛羅薩-德爾馬拉尼翁的聖嘉俾厄爾宗座監牧區於1921年2月27日成立，1936年6月3日升為宗座代牧區，1960年1月10日易名至今。
宗座代牧區位於洛雷托大區，包括達滕-德爾馬拉尼翁省和上亞馬遜省，2010年時有216,000名教友（佔轄區總人口85.7%）、23個堂區和20名司鐸。現任宗座代牧為若蘇厄·瑪利亞·阿里斯廷-塞科。